# История России в фотографиях
История России в фотографиях (c 2016 года) — крупнейший виртуальный фото-архив, посвящённый истории России и содержащий более 160 тысяч фотоснимков на разные темы из музейных архивов и коллекций, созданные в Российской империи, СССР и России в период с 1853 по 1999 годы включительно.
Издатели описывают его как «глобальный общедоступный фотоархив, объединяющий государственные, муниципальные и частные фотоколлекции». «История России в фотографиях» — фотолетопись России, объединяющая фотографические коллекции музеев, архивов и частных владельцев.

## История
Ресурс создан 12 июня в 2016 года при поддержке компании «Яндекс» по инициативе Правительства Москвы и Мультимедиа Арт Музея.
Основными источниками изображений стали музейные и частные коллекции, а также фотографии хранящиеся в различных организациях России.
На сайте присутствует возможность размещения изображения зарегистрированными пользователями, с последующей модерацией.
С 2019 года публикуются Фотографии по истории науки из коллекции Группы истории геологии Геологического институт РАН.

## Статистика
Количество отобранных для архива фотографий (в тысячах загруженных фотографий на начало года) по годам:
- 2017 — 70
- 2018 — 100
- 2019 — 120
- 2020 — 130
- 2021 — 150
- 2022 — 155
- 2023 — 160
- 2024 — 180
- 2025 — 190

## Галерея

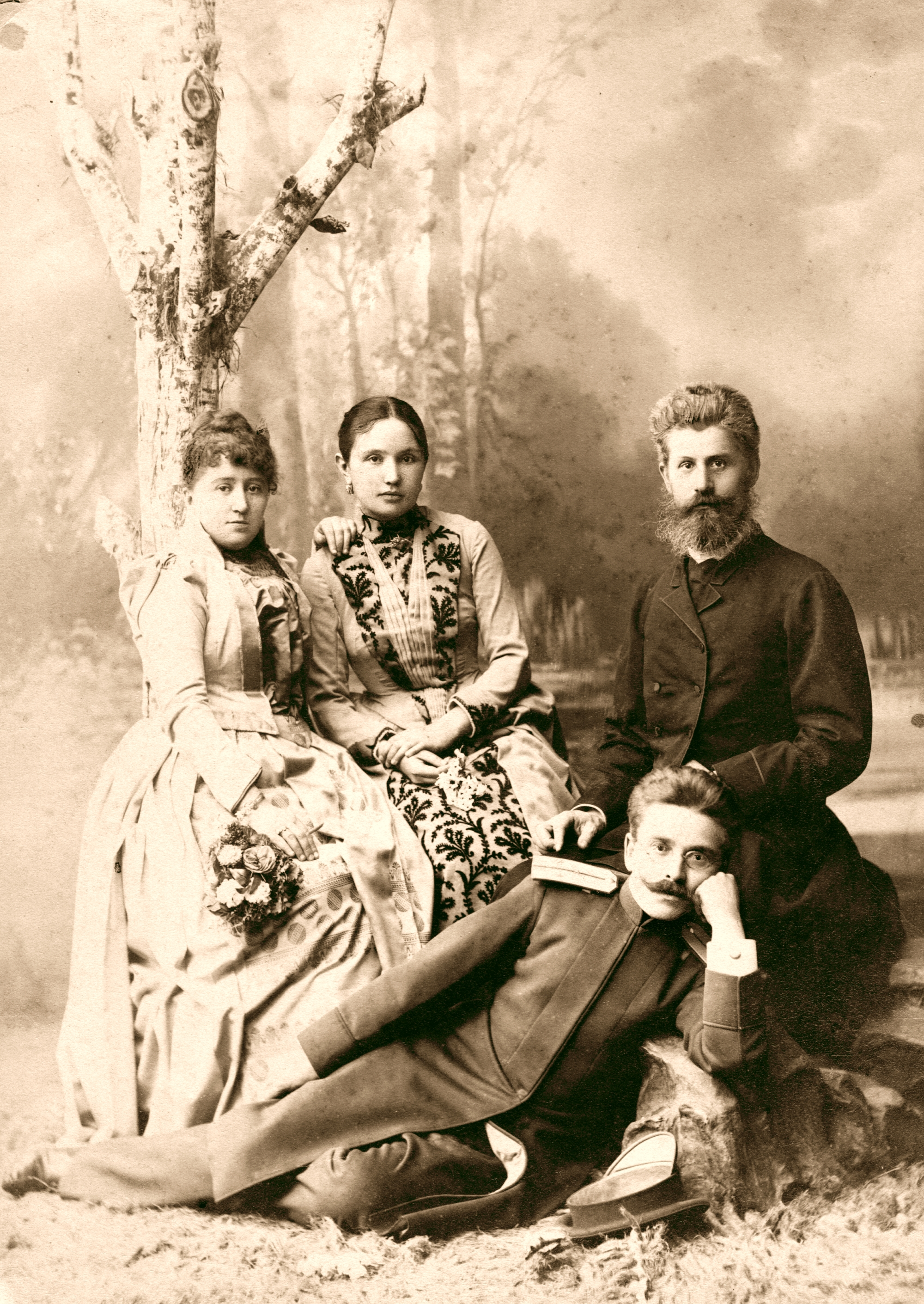
1880-е года
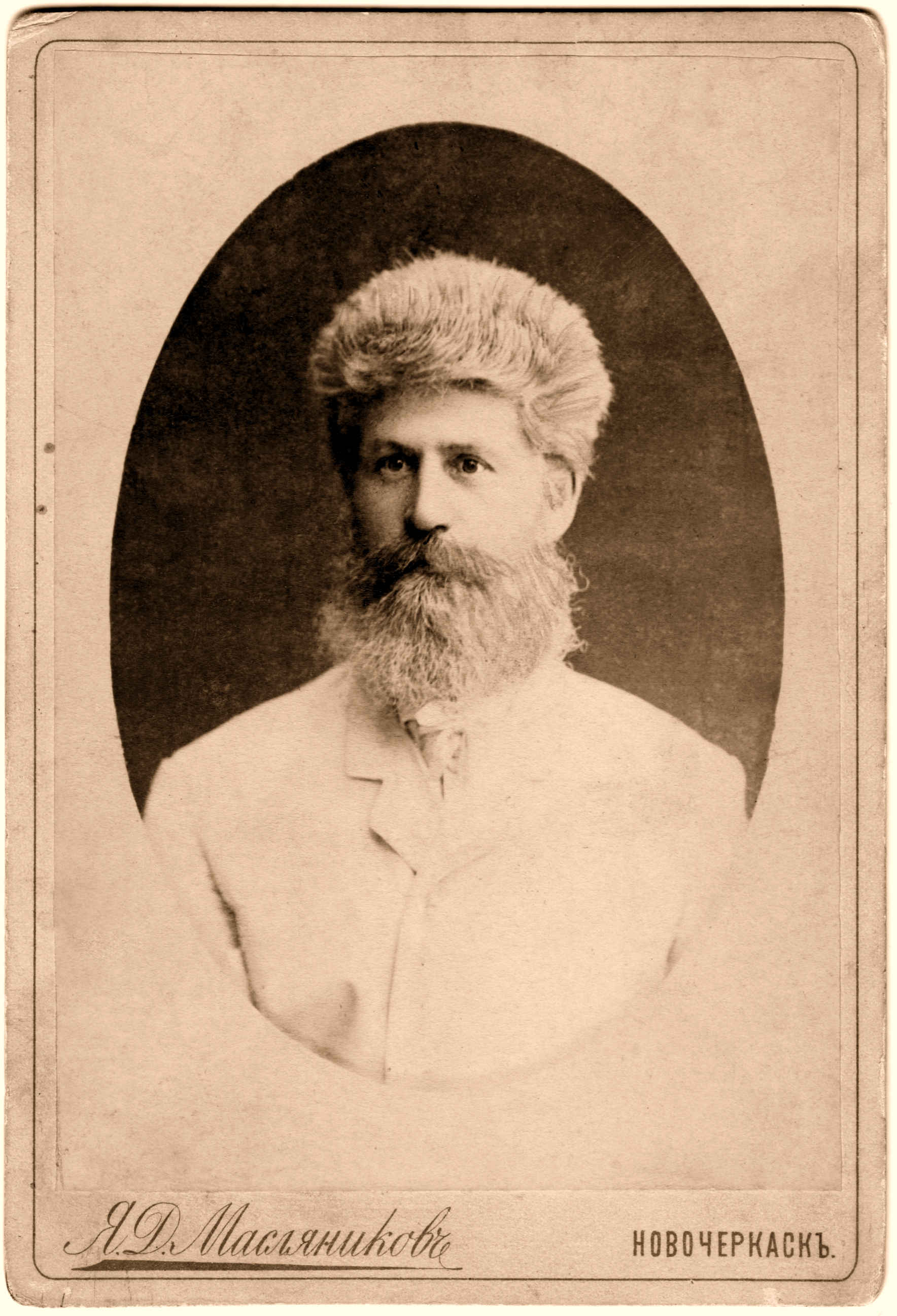
1890-е года
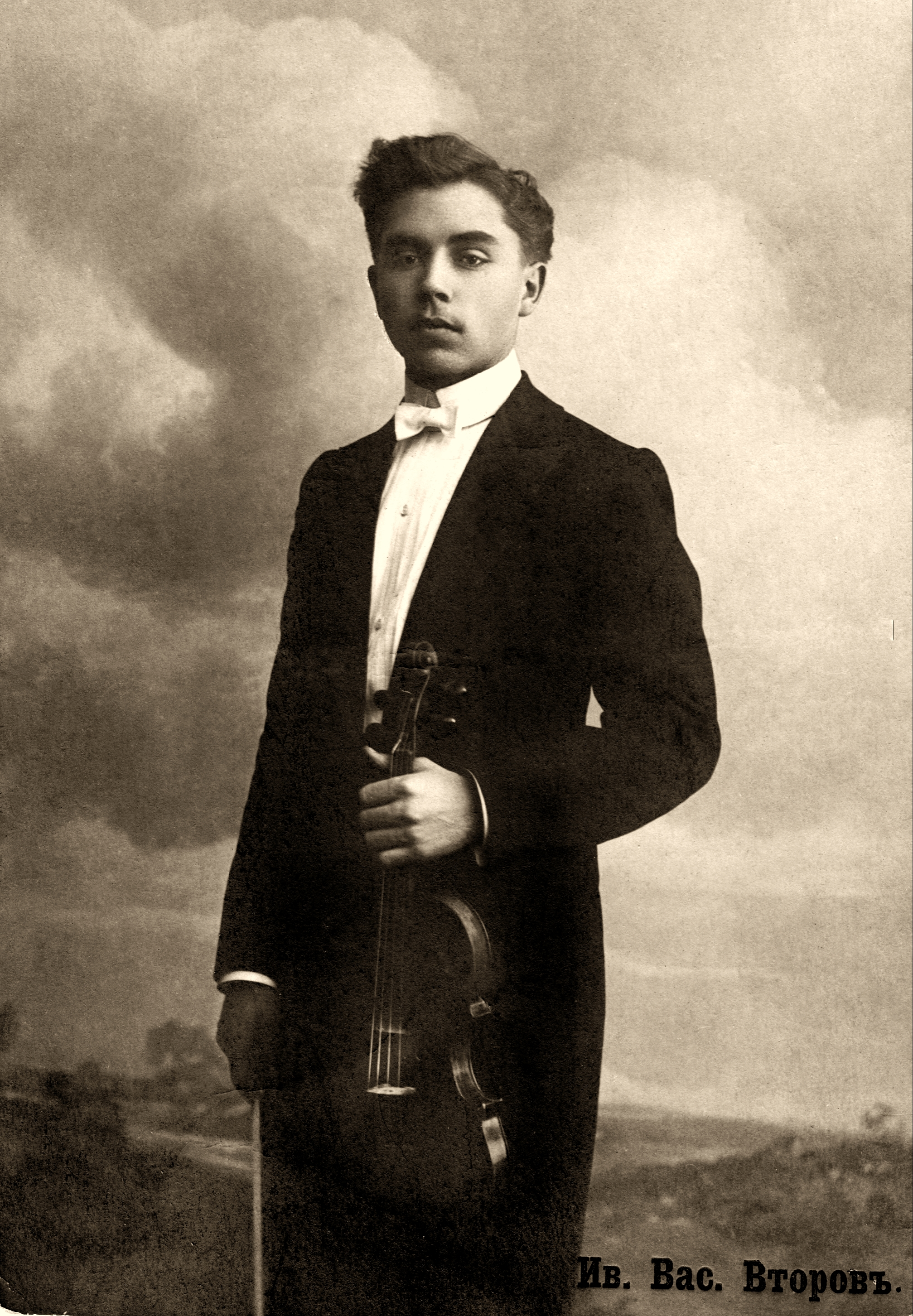
1909 год
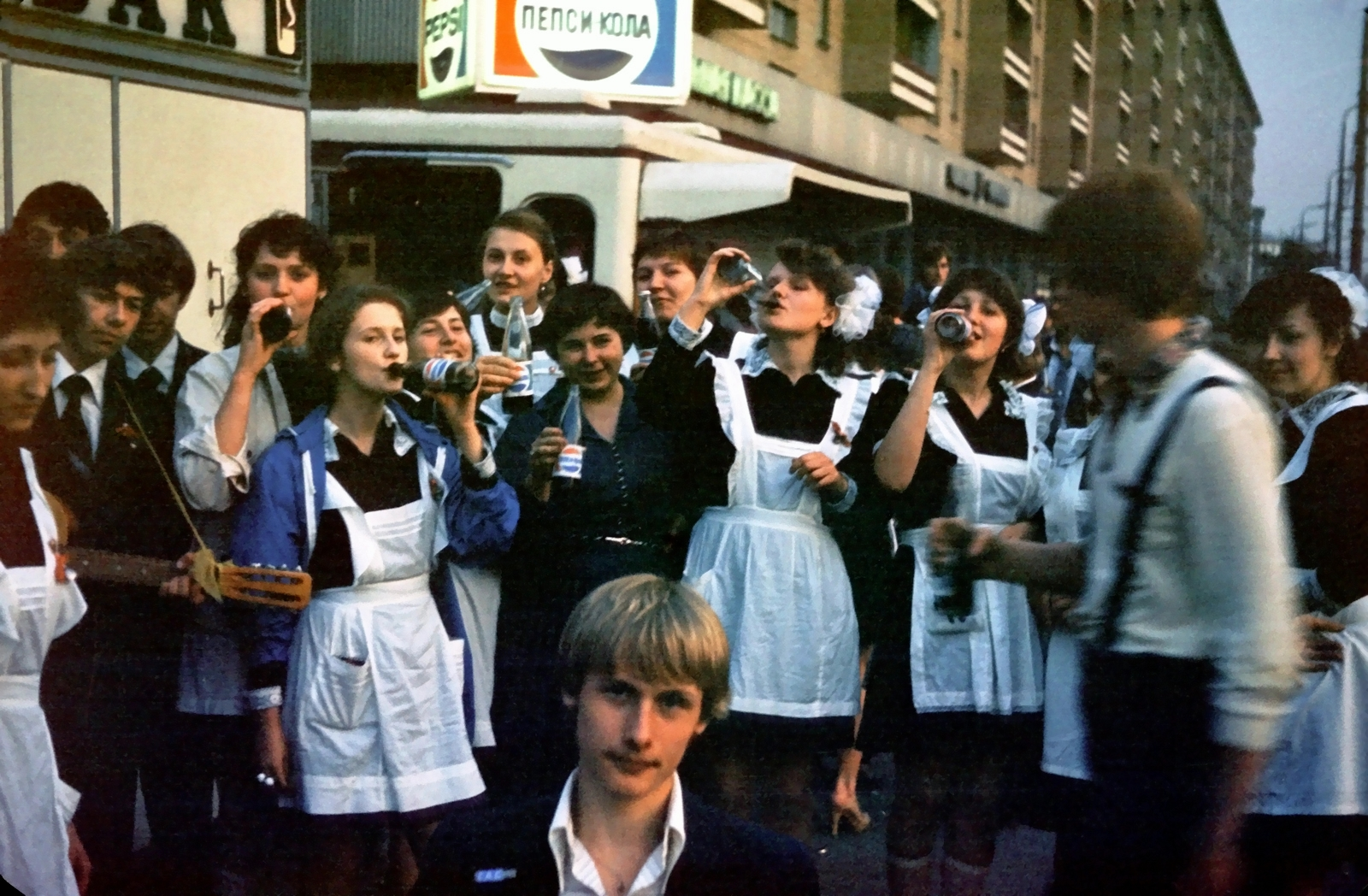
1981 год
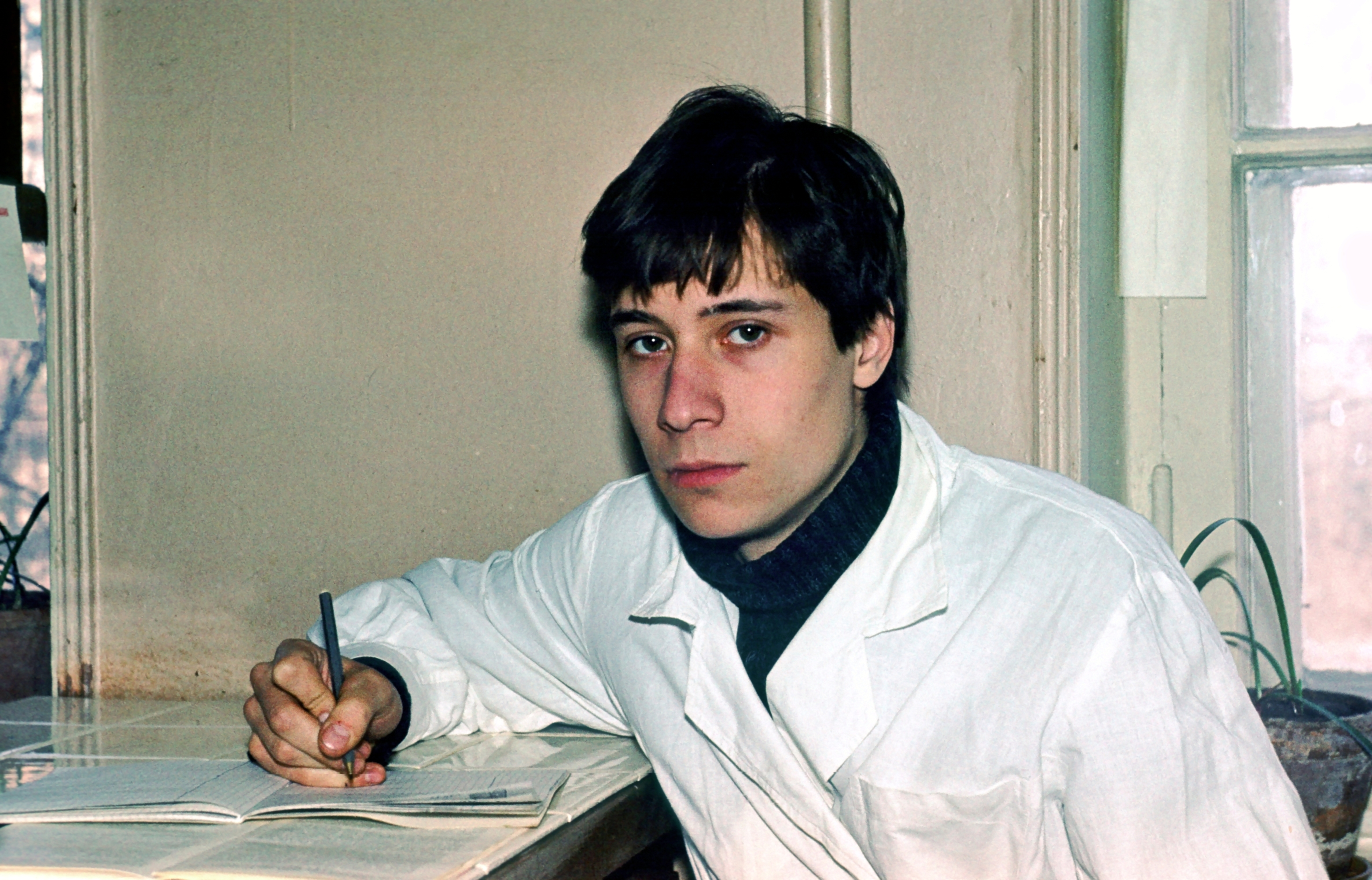
1983 год
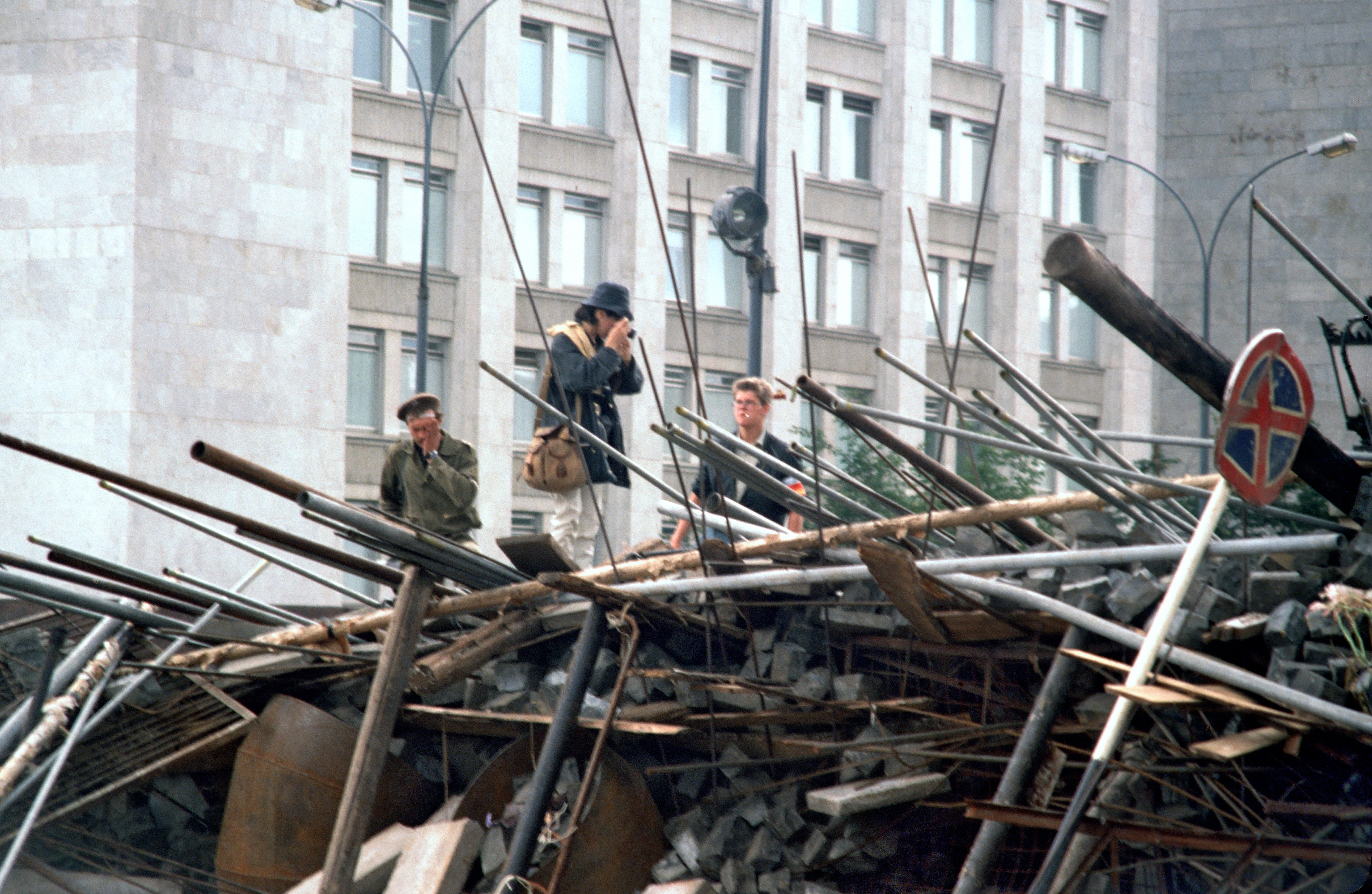
1991 год